# Kacapi

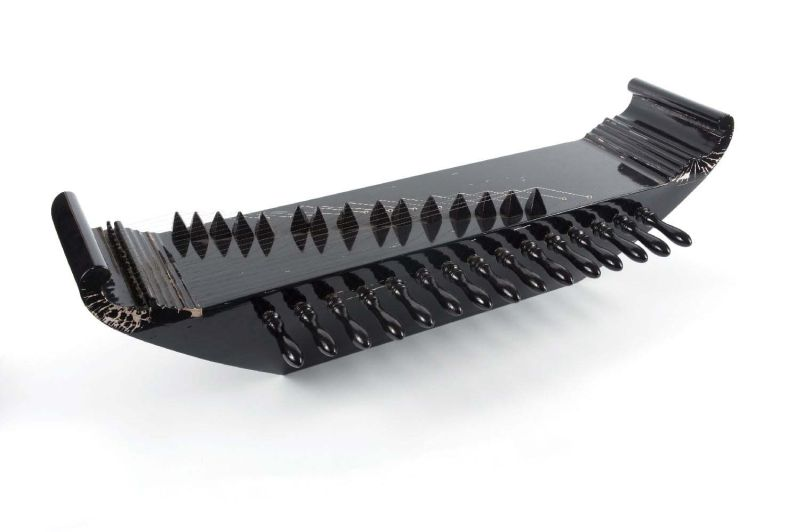
Un kacapi

Le kacapi, kacaping ou katapi, est un instrument de musique à cordes pincées du pays Sunda en Indonésie et existe aussi à java centre sous le nom de siter. Cette cithare existe en plusieurs variétés : batak, sulawesi, kacapi indung, kacapi rincik. On l'utilise notamment dans le kacapi suling.

## Lutherie
C'est une petite cithare de 75 cm de long, à deux cores en métal, en forme de bateau, taillé dans du bois monoxyle, avec une cavité dans le dos. Il a deux chevilles à friction. Le manche a cinq ou six frettes excavées et ciselées du bois massif. Le chevalet consiste en un reste du bois de la caisse de résonance, laissé sur la table d'harmonie qui possède plusieurs ouïes. Il est souvent très décoré et poli, rendant parfois impossible son jeu, n'étant alors qu'une pièce décorative.

## Jeu
C'est un instrument joué avec un grand plectre, mais dont peu de musiciens subsistent. On en joue soit en solo soit en accompagnement.
Il est généralement accompagné par la vièle tarawangsa et peut faire partie d'un gamelan.